# Lúcia Custódio
Lúcia Custódio (Setúbal, 17 de Outubro de 1986) é uma modelo e actriz portuguesa, mais conhecida por ter  sido uma das assistentes do concurso O Preço Certo, transmitido na RTP1, RTP África e na RTP Internacional.

## Biografia
Lúcia Custódio estudou Arquitectura na Universidade Lusíada, até ao 2º ano. Em 2010, entrou para o programa O Preço Certo, participando como uma das assistentes, substituindo Cristina Martins. No mesmo ano, posou para a revista masculina Maxmen.

## Carreira na TV
- 2010 - 2017 - O Preço Certo